# Festuca staroplaninica
Festuca staroplaninica là một loài thực vật có hoa trong họ Hòa thảo. Loài này được Velchev mô tả khoa học đầu tiên năm 2002.